# 野田のさぎ山

1955年ごろ（昭和30年代）の野田のさぎ山

野田のさぎ山（野田の鷺山、のだのさぎやま）は、埼玉県さいたま市緑区（旧・浦和市）の見沼東部、上野田（かみのだ）の野田山にあったサギの集団営巣地である。浦和の鷺山とも称された。国の特別天然記念物に指定されていたが、サギが営巣しなくなったため1984年（昭和59年）に指定が解除された。特別天然記念物では唯一の解除事例となっている。現在はなく、さぎ山記念公園などが整備されている。

## 歴史

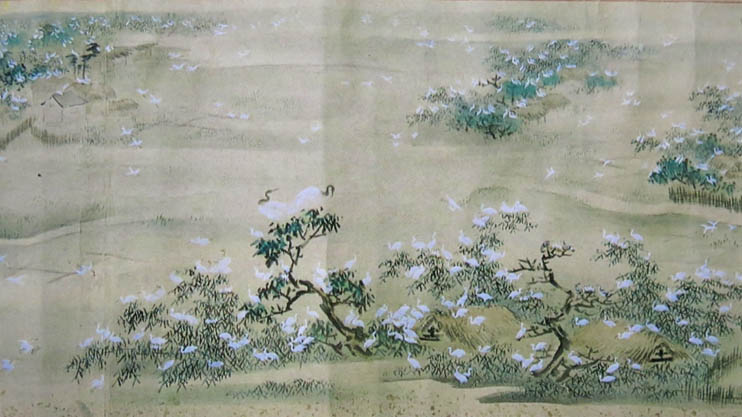
『鷺山之記并歌』（さぎやまの記并歌）
安政2年（1855年）

野田山という台地地形には、サギ類が多く生息していた。この地にサギが集まり始めたのは、享保年間（1716-1735年）の見沼干拓事業によって水田が出現したころとされる。当時の営巣地は、「野田のさぎ山」に指定された場所から約700メートル北の新染谷村（現・上野田字宝永）に所在の鷺大尽と呼ばれた守富家の屋敷林にあった。文化4年（1807年）に寺山村（現・さいたま市緑区寺山）に営巣地が移ると、その後、代山村（現・さいたま市緑区代山〈だいやま〉）や上野田村まで拡大し、サギおよびカワウが、元治年間（1864-1865年）のころまで渡来したといわれる。
江戸時代には「鷺藪（さぎやぶ）」とも呼ばれたさぎ山一帯は、紀州徳川家の鷹場（たかば）であり、「紀伊殿囲鷺（きいどのかこいさぎ）」として特別に保護され、将軍家の上覧も2度ほどあった。この地は、歴代将軍の日光参拝の経路（日光御成街道）にもあたり、安永 5年（1776年）、徳川家治は参拝の途上にサギの群生する様子を見て褒めたたえ、その後、「鳥見役」を置いて厳重に保護と監視をしていた。当時の鳥見役であった会田家の古文書によると、安永6年（1777年）5月に、マナヅルが近隣の原市沼周辺に営巣したとの記録がある。また、天保14年（1843年）、徳川家慶が日光参拝の際にもさぎ山を見ている。ここを題材とした安政2年（1855年）の代山に伝わる絵巻物『鷺山之記并歌』には、サギとともに現在ではまれなクロトキも描かれており、1868年以前にはサギと混生していたといわれる。
鷹場の制度は慶応3年（1867年）に廃止されたが、1887年（明治20年）、近隣の現・越谷市大林に鴨場（埼玉鴨場）が設定されると、その近辺が江戸川筋御猟場となり、1891年（明治24年）には代山と寺山の一部が編入された。さらに1898年（明治31年）になると、街道西側となる上野田一帯の約42ヘクタールが禁猟区となった。また、1921年（大正10年）にはさぎ山の全域がその後10年間禁猟区となり、1930年（昭和5年）に期限が切れると、続いて鳥獣保護区に指定された。1938年（昭和13年）12月14日には「野田村鷺繁殖地」の名称で天然記念物に指定され、1950年（昭和25年）に文化財保護法が制定されると、1952年（昭和27年）3月29日に「野田のサギ及びその繁殖地」として特別天然記念物に指定された。
1945年（昭和20年）に営巣は上野田のみとなったが、1957年（昭和32年）ごろには最盛期を迎え、営巣数は約6,000で、親鳥が1万羽、雛を合わせると3万羽を数えた。1959年（昭和34年）に鷺山愛護会が発足すると、雛を保護する飼育舎および管理舎が建てられた。さぎ山の南東隅に作られた飼育舎のそばには、高さ15メートルの展望台が築かれ、その景観を見渡すことが可能であった。この展望台は1960年（昭和35年）5月、第25回国際鳥類保護会議（東京）に伴い設置されたものであった。
しかし、1964年（昭和39年）よりサギの数が減少しはじめ、昭和40年代になると、周辺の都市化の影響などにより激減し、1972年（昭和47年）には営巣しなくなった。原因についてははっきりしないが、見沼の畑作化や宅地化に伴う餌場の減少、農薬汚染、交通量の増加や竹林の枯死など複数の要因も指摘されている。
その後、野田にかわって約3キロメートル離れた見沼西部の三室（みむろ）に営巣の場が移ったことで、さまざまな保全が図られた。当初、三室の営巣は100ほどであったが、1976年（昭和51年）には350巣、1,450羽まで一時増加した。しかし、宅地開発や見沼の畑化により、1978年（昭和53年）には三室の新さぎ山も消滅し、野田にも再来することはなかった。
このため、1984年（昭和59年）に特別天然記念物の指定が解除された。特別天然記念物に指定されたもので指定を取り消されたものはこの1件のみである。浦和市は、野田のさぎ山を後世に伝えるためにさぎ山記念公園を整備し、1986年（昭和61年）5月に開園した。

## 渡りと移動
この地は大都市に近い位置にあるが、集まる個体数もその種類も多く、大群の生態が観察できることで有名であった。ダイサギ（亜種チュウダイサギ）、コサギ、チュウサギ、アマサギ、ゴイサギの5種が生育し、3月下旬ごろから9月末ごろまで、約3ヘクタールの繁殖地内に集まって繁殖していた。サギは関東一円を飛んで餌をとり、また、留鳥のコサギ以外は、フィリピンやボルネオ島、スマトラ島など南方との間を渡りにより往復していた。ゴイサギは一部が留鳥である。
ダイサギ（亜種チュウダイサギ）の渡来は3月末から4月上旬に始まり4月下旬が最も多く、コサギとゴイサギの飛来はダイサギが渡来してからおよそ1週間後に見られた。その後、チュウサギが4月半ば過ぎから下旬ごろに渡来し5月上旬が最も多かった。アマサギは最も遅く、4月下旬から5月上旬に始まり5月下旬ごろにかけて渡来した。
渡去の開始はダイサギ・チュウサギとも9月下旬ごろで、ダイサギは10月上旬には時に少数を残すのみとなり、ごくまれに越冬も観察された。アマサギの渡去は9月中旬ごろであった。
留鳥であるコサギも非繁殖期になると冬季のねぐらに移動した。1975年（昭和50年）には、新繁殖地であった三室のほか、三室から2.6キロメートル離れた浦和市大崎（現・さいたま市緑区大崎）、10.3キロメートル離れた越谷市大林、8.1キロメートル離れた川口市戸塚、9.0キロメートル離れた戸田市道満（どうまん）、11.3キロメートル離れた蓮田市黒浜の5か所にねぐらが認められた。

## 題材とした作品
- 野田のさぎ山が舞台となる東映教育映画「しらさぎと少年」が1964年（昭和39年）に公開された[36]。
- 吉村昭による短編「鷺」（『星への旅』1966年〈昭和41年〉所収[37]）は野田のさぎ山をモデルにしている。
- 神保光太郎による詩「鷺」（『冬の太郎』1943年〈昭和18年〉所収）は野田のさぎ山を素材にしている[38]。
- 題材とした作品ではないが、1961年11月に公開された映画「愛情の系譜」（出演:岡田茉莉子、三橋達也ほか）のオープニングに野田のさぎ山が登場する。

## 周辺
- 日光御成街道 - 現・埼玉県道105号さいたま鳩ヶ谷線
- 見沼代用水東縁
- 天久保用水